# Маркус Гроскопф
Маркус Гроскопф (Markus Grosskopf), роден на 21 септември 1965 година в Хамбург, Германия, е един от двамата оригинални членове на групата Helloween (другият е китаристът Михаел Вайкат). Семейството му е живяло в ЮАР, Канада, САЩ и Германия.

## Биография
Маркус започва да свири на бас китара на 15 години, като преди това е свирил на барабани и китара. Като бас китарист е правил кавъри на песни на групи като Sex Pistols, Ramones и т.н. По-късно се запознава с Кай Хансен, който го включва в групата си Second Hell. По-късно китаристът на Powerfool Михаел Вайкат се запознава с тях двамата и приятеля на Кай Инго Швихтенберг. После той предлага да основат нова група. Останалите се съгласяват и Вайкат предлага името Helloween. Поради чувството му за хумор, той умишлено е променил буквата a с e.

## Групови проекти
Първият проект на Маркус за група е Shockmachine, където свири на бас китара и на ритъм китара. Той издава първия албум на групата със същото име през 1998. По-късно основава и групата Avantasia, в която участва от 2001 до 2002 година. След това основава Kickhunter, с която издава първият им албум през 2002 година. Но най-успешният му проект е Markus Grosskopf's Bassinvaders.

## Дискография с Helloween
Тъй като Маркус и Вайки са единствените оригинални членове на групата, те участват във всичките албуми
- Helloween (1985)
- Walls of Jericho (1985)
- Keeper of the Seven Keys, Part 1 (1987)
- Keeper of the Seven Keys, Part 2 (1988)
- Pink Bubbles Go Ape (1991)
- Chameleon (1993)
- Master of the Rings (1994)
- The Time of the Oath (1996)
- Better Than Raw (1998)
- Metal Jukebox (1999)
- The Dark Ride (2000)
- Rabbit Don't Come Easy (2003)
- Keeper of the Seven Keys: The Legacy (2005)
- Gambling with the Devil (2007)
- Unarmed – Best of 25th Anniversary (2009)
- 7 Sinners (2010)
- Straight out of Hell (2013)